# Zoskales akszúmi király
Zoskales ( ógörög : Ζωσκάλης ) az Akszúmi Királyság uralkodója volt az első században.

## Élete
A Periplus of the Erythean Sea említi Zoskalest mint  Adulisz uralkodóját  A források szerint félénk volt, de egyébként egyenes.  Ismerte a görög nyelvet. 
Henry Salt óta egyes tudósok, köztük Sergew Hable Sellassie  és YM Kobishchanov  azonosították őt Za Haqala-val , aki az Akszúmi Királyság királylistái szerint  13 éven át uralkodott,  Za Zalis és Za Dembalé között.  GWB Huntingford ezzel szemben rámutat arra, hogy nincs elég információ ahhoz, hogy megbizonyosodhassunk az azonosításról. Ehelyett azt állítja, hogy Zoskales egy jelentéktelen király volt, akinek hatalma csak Aduliszra korlátozódott. 